# Иосиф Фердинанд Баварский
Иосиф Фердинанд Баварский (нем. Joseph Ferdinand von Bayern; 28 октября 1692, Вена — 6 февраля 1699, Брюссель) — курпринц Баварский, правнук по материнской линии Филиппа IV Габсбурга. С 1698 года — наследник своего двоюродного деда, бездетного инвалида короля Испании Карла II; его смерть в детском возрасте обострила противоречия, приведшие к Войне за испанское наследство.

## Происхождение
Сын курфюрста Максимилиана II Баварского и его первой жены Марии Антонии Австрийской, дочери императора Леопольда I и Маргариты Терезы Испанской. Оба его родных брата также умерли в детстве. Его младший единокровный брат Карл (сын Максимилиана II от второго брака) впоследствии стал императором Священной Римской империи Карлом VII.

## Претендент на испанский престол
В ходе Испанского кризиса Иосиф Фердинанд поддерживался Англией и Голландией в претензиях на престол Испании. В 1698 году Карл II назвал своего двоюродного внука испанским наследником. Таким образом Иосиф Фердинанд мог стать не только курфюрстом Баварии, но и королём Испании, включая её огромные заморские владения, и осуществить амбициозные мечты своего отца по возвеличиванию династии Виттельсбахов.
Однако неожиданная смерть последнего родственного Габсбургам Виттельсбаха в возрасте шести лет от оспы сделала недействительным англо-французский договор о разделе испанского наследства и привела 2 марта 1700 года ко второму договору между Францией, Англией и Голландией. По нему Филипп Анжуйский получал Неаполь, Сицилию и Ломбардию, а остальные испанские владения отходили к Карлу Австрийскому, сыну Леопольда I. Но Леопольд не принял условия договора, и Людовик XIV нарушил соглашение, приведя к власти в Испании своего внука Филиппа Анжуйского.
Иосиф Фердинанд умер в Брюсселе, так и не побывав в Испании; похоронен в брюссельском кафедральном соборе Св. Михаила.